# Sokołów (gromada w powiecie gostynińskim)
Sokołów – dawna gromada, czyli najmniejsza jednostka podziału terytorialnego Polskiej Rzeczypospolitej Ludowej w latach 1954–1972.
Gromady, z gromadzkimi radami narodowymi (GRN) jako organami władzy najniższego stopnia na wsi, funkcjonowały od reformy reorganizującej administrację wiejską przeprowadzonej jesienią 1954 do momentu ich zniesienia z dniem 1 stycznia 1973, tym samym wypierając organizację gminną w latach 1954–1972.
Gromadę Sokołów z siedzibą GRN w Sokołowie utworzono – jako jedną z 8759 gromad na obszarze Polski – w powiecie gostynińskim w woj. warszawskim, na mocy uchwały nr VI/10/3/54 WRN w Warszawie z dnia 5 października 1954. W skład jednostki weszły obszary dotychczasowych gromad Belno, Huta Zaborowska, Jastrzębia Nowa, Niecki, Sokołów, Stanisławów, Zaborów Nowy i Zaborów Stary ze zniesionej gminy Rataje w tymże powiecie. Dla gromady ustalono 17 członków gromadzkiej rady narodowej.
Gromada przetrwała do końca 1972 roku, czyli do kolejnej reformy gminnej.